# 115326 Вегінґер
115326 Вегінґер (115326 Wehinger) — астероїд головного поясу, відкритий 29 вересня 2003 року.
Тіссеранів параметр щодо Юпітера — 3,315.
Названо на честь Пітера А. Вегінґера (н. 1938), астронома з Обсерваторії Стюарда, Університет Аризони. Він займається великим дзеркалами для телескопів. Пітер відіграв важливу роль у пошуку коштів для Великого Магеланового телескопа.